# わび茶
わび茶（わびちゃ、侘茶、侘び茶）は、狭義には茶の湯の一様式。書院における豪華な茶の湯に対し、村田珠光以後、安土桃山時代に流行し、千利休が完成させた茶の湯で、簡素簡略の境地即ち「わび」の精神を重んじたもの。また広義には、千利休系統の茶道全体を指す。

## わび茶という言葉
「わび茶」という言葉が出来るのは江戸時代であり、村田珠光や千利休らが存命であった時代にはなかった。利休が生きていた安土桃山時代に「侘数寄」「わび数寄」という言葉がすでに見られるが（『山上宗二記』）、これはわび茶のことではなく「名物を持たぬ茶人」のことを指した。そして、わび茶という表現は無かったものの、利休が追求した草庵の茶こそまさしく「わび茶」であった。
なお、江戸時代中期（元禄期）ごろ成立の『南方録』には「わび茶」と同義と思われる「侘茶湯」という語が見える。

## 歴史

### 珠光・武野紹鷗の登場
室町時代後期、喫茶は庶民の間まで普及した。また公家・武士らが行う茶会では高価な中国製の道具である「唐物」（特に愛称の付けられた道具を「名物」と呼んだ）が用いられた。このように高価な唐物を尊ぶ風潮に対し、村田珠光は、粗製の、つまり「侘びた」中国陶磁器（「珠光青磁」と呼ぶ、くすんだ色の青磁が代表的）などの道具を使用し、信楽焼や備前焼を茶の道の精神に至らぬものが使用することは言語道断であると語った。これをわび茶精神の始まりとする。また珠光は禅僧・一休宗純のもとに参禅した禅僧であったともいい、わび茶の成立には当時隆盛を極めた禅宗の影響も無視できない。
珠光の弟子の宗珠、武野紹鷗らがわび茶を発展させ、千利休がこれを完成させたと考えられる。ただし、珠光をはじめ、これら4名に関する文献史料がほぼ残存せず、多くが伝承であり、その茶の本質を知るのは困難である。唯一利休については多くの弟子や子孫が書き残した伝書があるため概要を知ることが出来る。

### 千利休
千利休はわび茶をさらに発展させ、国産の道具を用いるだけでなく自身で器具を積極的にデザインし、職人につくらせた。利休の時代、利休が作らせた楽茶碗は、代表的な唐物である天目茶碗と異なり粗末な道具とされた。また利休は呂宋壺や高麗茶碗などの輸入品も用いたが、これらは産地では雑器扱いの大量生産品であった。そのほか、彼は自身で竹を切って作った簡易な道具も用いた。
利休は茶を飲む空間にも革新を加えた。現在でいう茶室の概念が成立したのは近代以降であり、利休の時代には茶を飲む空間は単に「座敷（座具＝畳を敷いた部屋の意）」あるいは「数寄屋」と呼んだ。これは基本的には書院造の部屋の一部を茶席とした。しかし利休は、それまで侘び数寄の間でのみ行われていた三畳敷きの茶室に倣い、書院造の建物から茶室を独立させ、小間の茶室すなわち草庵を生みだした。こうして生まれた侘びの茶湯座敷は後に「囲い」とも呼ばれた。
待庵

京都府乙訓郡大山崎町に遺存する「待庵」（妙喜庵茶室、国宝）は現存する唯一の利休の作とみなされる茶室であり、利休の侘数寄の精神性を反映すると評される。

待庵は杮葺切妻造の屋根、妻面には土間庇を付ける。そこに設けた躙口（にじりぐち）まで客を飛び石により導く。躙口とは、茶室特有の狭い入り口で、幅1尺9寸5分、高さ2尺2寸5分が定法であるが、待庵のそれはやや大ぶりでその点にも待庵の草庵としての古様が窺える。

内部は主室二畳・次の間板敷き付き一畳・勝手一畳の狭隘な空間で、主室の二畳は客座と点前座から成る。天井は竹材を多用して二つの平天井と一つの掛け込み天井で構成されている。床柱は節を持つ杉の丸太、床框は面皮節付きの桐材、床の間は三方の壁と天井を土で塗り込めた室床、窓は3つの下地窓・連子窓で、入口が板戸の躙口となったことと相俟って採光は必要最低限の構造であり、茶の精神性を高める効果がある。そこには当時の民家の要素が色濃く見られ、利休の「侘び」の精神が垣間見られる。

### 千宗旦
実際に利休の茶をさらに進め現在の「わび茶」というイメージにもっとも近いものに創り上げたのは、利休の孫、千宗旦である。彼は「乞食宗旦」と渾名されるほどに侘び茶を徹底的に追求した。一方、それに反発するかのように金森重近（宗和）や小堀政一（遠州）はいくぶん華やかで伸びやかな茶を追求することになる。

## 現在のわび茶
本来は高価な唐物名物を用いた茶の湯が停滞したことから、その刷新のために堺衆が始めたものであり、楽茶碗や竹製の花生、量産の漆塗り茶入である棗といった安価な道具を用いるものであったが、江戸時代に家元が権威化すると、箱書や伝来、命銘などによってこれらの道具も名物へと転化してしまった。また近代以降は大寄せの茶会の普及によって、本来草体である小間の格式が上がってしまい、真体である唐銅の花生や唐物茶入を好んで小間に用いるという逆転現象も発生している。

## 備考
中村修也は定説にある、千利休をわび茶の祖とするのに対し、豊臣秀吉かもしれないとし、論拠として、大阪城や九州名護屋城に好んで作らせた草庵風の建物である「山里丸」で茶会が行われたこと、大阪城の出土品である茶入や茶碗にわび茶の風情を思わせることを挙げ、黄金の茶室に関しては、あくまで天皇に献茶する際に作られ、いくら高価な唐物とは言え、中古品の茶道具を出す訳にはいかず、天皇が口にする道具は新品でなければならなかったために新調したものであり、その他、外国使節の接待に黄金の茶室は用いられたが、秀吉本来の好みは山里丸の方だったのではないかとする。